# Rudolf Pastucha
Rudolf Pastucha (ur. 16 września 1936 w Zamarskach, zm. 14 września 2022 w Bytomiu) – biskup ewangelicko-augsburski, zwierzchnik diecezji katowickiej Kościoła Ewangelicko-Augsburskiego w latach 1981-2002, były proboszcz parafii ewangelickiej w Bytomiu-Miechowicach.

## Życiorys
Ukończył teologię na Chrześcijańskiej Akademii Teologicznej w Warszawie w 1963 roku. Został ordynowany 20 października 1963 roku w Warszawie przez bp Andrzeja Wantułę. Z dniem ordynacji został skierowany do pracy duszpasterskiej do opolskich parafii. Został proboszczem parafii w Lasowicach Wielkich, która posiadała filiały w Lasowicach Małych, Zawadzkiem, Oleśnie i Fosowskiem. W 1974 został konseniorem - zastępcą seniora - diecezji katowickiej Alfreda Hauptmanna. W 1980 roku przeprowadził się do Bytomia-Miechowic, gdzie został proboszczem tamtejszej parafii. Rozpoczął starania o odzyskanie kompleksu budynków diakonijnych wybudowanych na początku wieku przez Matkę Ewę, wybudował nowy dom parafialny oraz nowy Ewangelicki Dom Opieki „Ostoja Pokoju”.
W 1981 roku został zwierzchnikiem diecezji katowickiej, w 1992 roku zmieniono tytulaturę z seniora na biskupa diecezjalnego. Konsekracja odbyła się 17 maja 1992 roku w kościele Zmartwychwstania Pańskiego w Katowicach. Konsekracji dokonał Biskup Kościoła ks. Jan Szarek, w asyście ks. bp Józefa Pośpiecha, ks. bp Pawła Anweilera oraz ks bp. Vladislava Volnego. 
W związku z osiągnięciem wieku emerytalnego przeszedł w stan spoczynku. Synod diecezji katowickiej w 2001 roku wybrał na jego następcę ks. Tadeusza Szurmana, z końcem 2002 roku przestał pełnić funkcję proboszcza parafii w Miechowicach.
Zmarł dwa dni przed swoimi 86 urodzinami w Bytomiu-Miechowicach.
Był żonaty z diakon Edytą z domu Linert (1942-2008).